# Gilbert Chinard
Gilbert Chinard, né à Châtellerault le 17 octobre 1881 et mort à Princeton, New Jersey, le 8 février 1972, est un historien de la littérature, spécialisé dans les relations franco-américaines.

## Biographie
Après des études aux universités de Poitiers et Bordeaux, il émigre à New York en 1908 et mène une carrière de professeur de littérature aux États-Unis. Il enseigne au City College de New York, à l'Université Brown (Providence, Rhode Island, 1908-1912), à l'Université de Californie à Berkeley (1912-1919), à l'Université John-Hopkins (Baltimore, Maryland, 1919-1936), enfin à l'Université de Princeton (New Jersey, 1937-1950).
Il fut membre de l'American Philosophical Society et président de la Modern Language Association (en 1956). Il fut un des membres fondateurs en 1926 de l'Institut Français de Washington (IFW), devenu l'Institut Français d'Amérique (IFA) en 2008, avant de se fondre en 2016 dans la Society for French Historical Studies (SFHS). L'IFA puis la SFHS ont décerné depuis 1967 un prix Gilbert Chinard (The Gilbert Chinard Book Prize) récompensant chaque année un livre consacré aux relations entre la France et l'Amérique (du Nord, centrale, ou du Sud).
Il était marié à Emma Blanchard, dont il eut deux enfants, Francis et Lucienne. Il meurt à Princeton en février 1972, peu après son quatre-vingt-dixième anniversaire.

## Héritage
Les archives de Gilbert Chinard sont conservées à l'université de Princeton.

### Ouvrages préfacés et/ou annotés
- Un Français en Virginie : Voyage d'un François exilé pour la religion… (1687), 1922, rééd. 1932.
- Pensées choisies de Montesquieu tirées du Commonplace Book de Thomas Jefferson, 1925.
- De l'amour, d'Antoine Destutt de Tracy, 1926.
- The Commonplace book de Thomas Jefferson, 1926.
- The Literary Bible de Thomas Jefferson, 1928.
- The Treaties of 1778 and allied documents, 1928.
- The Letters of Lafayette and Jefferson, 1929.
- Lettres inédites de Beaumarchais, de Mme de Beaumarchais et de leur fille Eugénie, 1929.
- Lettres de Pierre Samuel du Pont de Nemours, 1929.
- Atala, René, de François-René de Chateaubriand, 1930.
- Houdon in America : a collection of documents…, 1930.
- Dialogues curieux entre l'auteur et un sauvage…, du baron de Lahontan, 1931.
- The Correspondence of Jefferson and Du Pont de Nemours, 1931, rééd. 1971.
- Lettres d'adolescence, de Maurice de Guérin, 1931.
- Les Natchez, de François-René de Chateaubriand, 1932.
- Supplément au Voyage de Bougainville, de Denis Diderot, 1935, rééd. 1973.
- La Vie américaine de Guillaume Merle d'Aubigné, 1935.
- Voyage dans l'intérieur des États-Unis, de Colbert Maulevrier, 1935.
- Le Voyage de La Pérouse sur les côtes de l'Alaska et de la Californie, 1937.
- Washington ou la liberté du Nouveau Monde, de Billardon de Sauvigny, 1941.
- Thomas Jefferson et Tocqueville, de Charles-Augustin Sainte-Beuve, 1943.
- La Tradition littéraire des idéologues, d'Émile Caillet, 1943.
- La Jeune Indienne, comédie de Chamfort, 1945.
- Mirage in the West, de Durand Echeverria, 1957, rééd. 1968 .
- George Washington as the French knew him, 1969.
- On the art of eating…, de Benjamin Franklin, 1980.